# Cordeirópolis
Cordeirópolis é um município brasileiro  do estado de São Paulo que compõe a região metropolitana de Piracicaba. Sua população conforme o Censo IBGE de 2022 era de 24.514 habitantes. O município é formado somente pelo distrito sede, que inclui o bairro rural histórico de Cascalho.

## História
Antes da fundação da cidade, o território do Município de Cordeirópolis era dividido em grandes propriedades rurais, que tinham ocupado o solo desde o início do século XIX. A partir de 1817, o Governo de São Paulo começa a oficializar as posses, surgindo, então, a Fazenda Ibicaba, a Sesmaria do Cascalho e outras.
Tempos depois, a cultura de cana-de-açúcar dá lugar à do café, que passou a ser, mais tarde, o principal produto de exportação do Brasil. Devido ao alto custo de transporte até o porto, feito geralmente em tropas de burros, os fazendeiros da região se uniram e viabilizaram a construção da Companhia Paulista de Estradas de Ferro que, em 1876, inaugurou o trecho Campinas-Rio Claro, e, ao mesmo tempo, liberou ao tráfego a estação de Cordeiro. Esta parada tem esse nome pela presença, em período anterior ao terceiro quartel do século XIX, de propriedade designada como sesmaria do Cordeiro.
Em 1884, o governo provincial cria, através de lei, o Núcleo Colonial de Cascalho, em terras adquiridas do fazendeiro Domingos José Nogueira Jaguaribe, para parcelamento e distribuição a imigrantes, como parte de uma iniciativa para amenizar os problemas decorrentes da falta de mão-de-obra para o café, com o fim da escravidão. A criação deste núcleo, primeiro a ser implantado pelo Governo Provincial, fez aumentar a circulação de mercadorias e o trânsito de passageiros na estação de Cordeiro, que ficava próximo.
Além da chegada de agricultores em bloco, para o Núcleo, muitos trabalhadores avulsos e comerciantes acorreram ao lugar, formando um ajuntamento de habitações. Aproveitando-se desta oportunidade, um fazendeiro local, Manoel Barbosa Guimarães, loteou uma área de terra que deu início, provavelmente em 1885, à povoação, chamada oficialmente de Capela de Santo Antônio do Cordeiro.
O pequeno comércio existente, aliado ao cultivo de produtos agrícolas para exportação e gêneros alimentícios, contribuiu para a transformação da povoação em distrito de paz, autorizada pela Lei Estadual nº. 645, de 7 de agosto de 1899.
Um plebiscito realizado em 1943 modificou o nome do distrito - Cordeiro -, substituindo-o por Cordeirópolis, seu nome atual, oficializado pelo Decreto-Lei Estadual nº. 14.334, de 30 de novembro de 1944.
A criação de um pequeno parque industrial vinculado ao aproveitamento da seda originou um novo ciclo de desenvolvimento, que culminou com a emancipação da cidade, concedida pela Lei Estadual nº. 233, de 24 de dezembro de 1948.

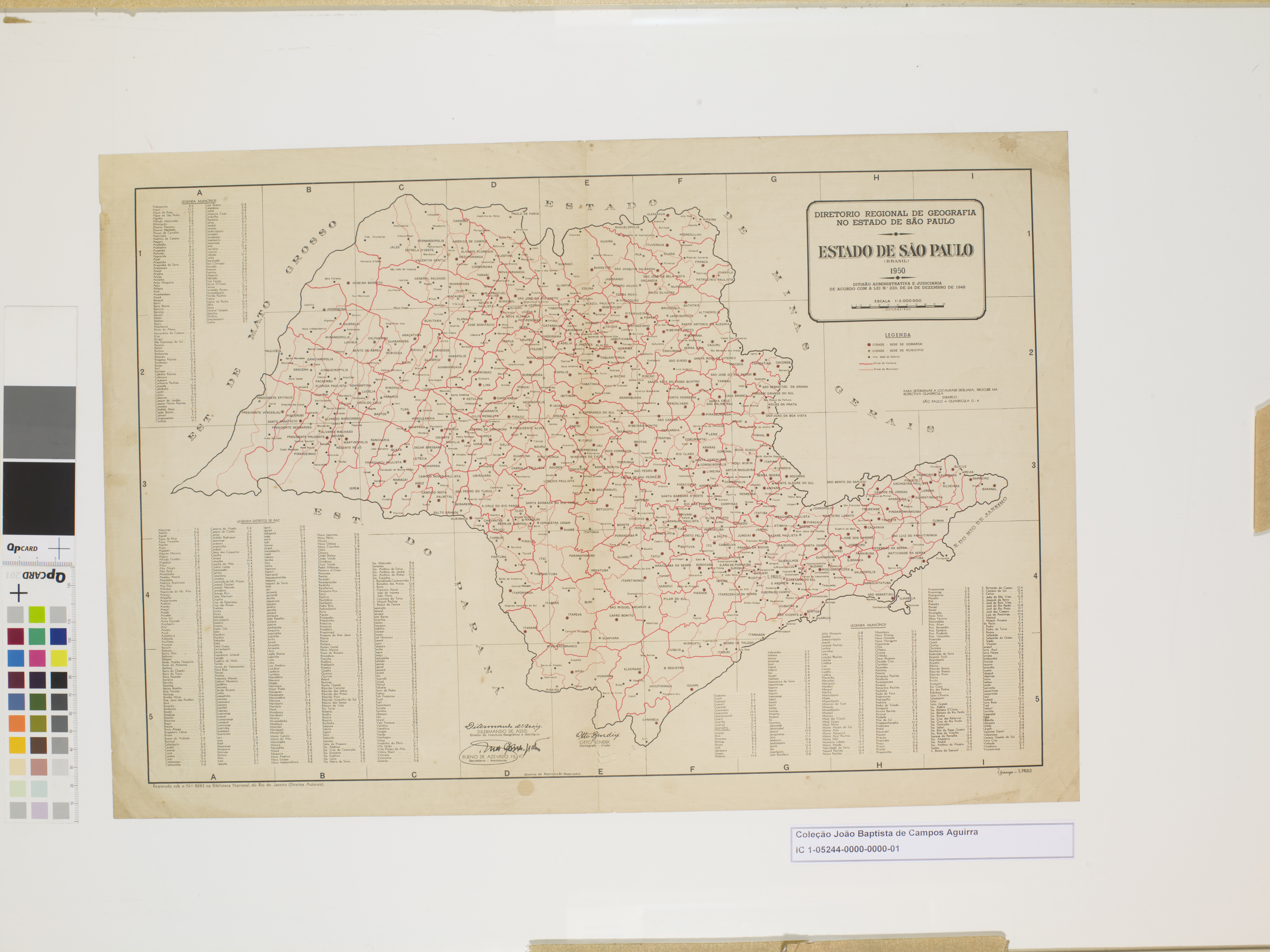
Estado de São Paulo (1948).

Posteriormente, as indústrias de seda deram lugar à cerâmica como atividades econômicas predominantes no Município.

## Demografia

### População
| Crescimento populacional                             | Crescimento populacional | Crescimento populacional | Crescimento populacional |
| Ano                                                  | População Total          |                          | %±                       |
| ---------------------------------------------------- | ------------------------ | ------------------------ | ------------------------ |
| 1950                                                 | 6 042                    |                          | —                        |
| 1958                                                 | 7 650                    |                          | 26,6%                    |
| 1960                                                 | 7 637                    |                          | −0,2%                    |
| 1970                                                 | 7 970                    |                          | 4,4%                     |
| 1980                                                 | 9 379                    |                          | 17,7%                    |
| 1991                                                 | 13 338                   |                          | 42,2%                    |
| 2000                                                 | 17 591                   |                          | 31,9%                    |
| 2010                                                 | 21 080                   |                          | 19,8%                    |
| 2022                                                 | 24 514                   |                          | 16,3%                    |
| Est. 2024                                            | 25 130                   | [ 7 ]                    | 2,5%                     |
| Fontes: Censos Demográficos IBGE e Estimativas SEADE |                          |                          |                          |

### Dados demográficos
Dados do Censo - 2022
População total: 24.514
Densidade demográfica (hab./km²): 178,18
(Fonte: IPEADATA)

## Geografia
Possui uma área de 137,579 km² e está a 668 metros de altitude.

### Transportes

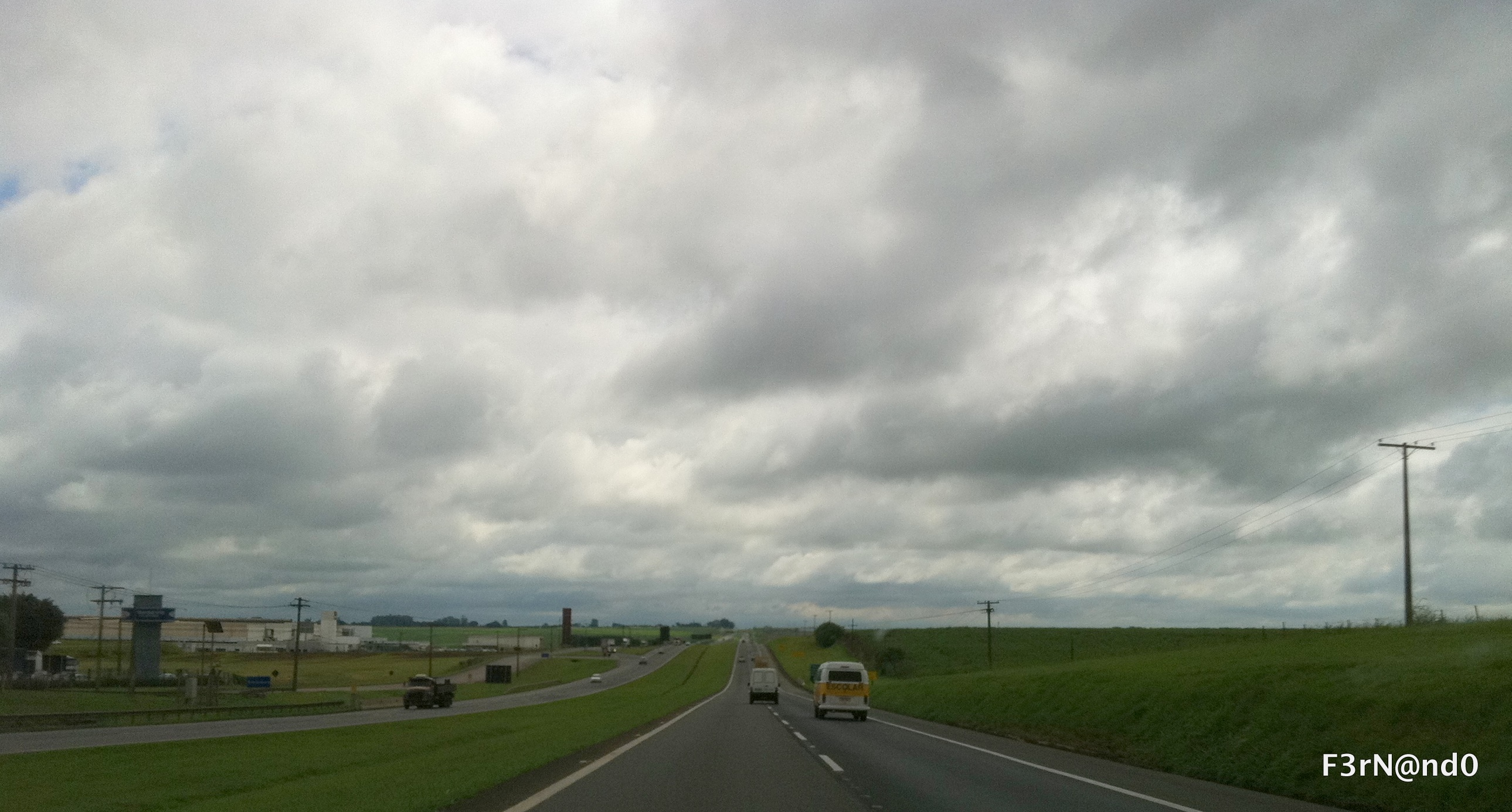
Trecho da Rodovia Washington Luís.

A cidade é um dos principais entroncamentos rodoviários do Brasil, sendo o ponto de encontro entre a Rodovia Anhanguera (SP-330), a Rodovia Washington Luís (SP-310) e a Rodovia dos Bandeirantes (SP-348). É também cortada por uma importante ferrovia, a Linha Tronco da antiga Companhia Paulista de Estradas de Ferro, atualmente concedida ao transporte de cargas. O transporte ferroviário de passageiros no município foi desativado no ano de 2001.

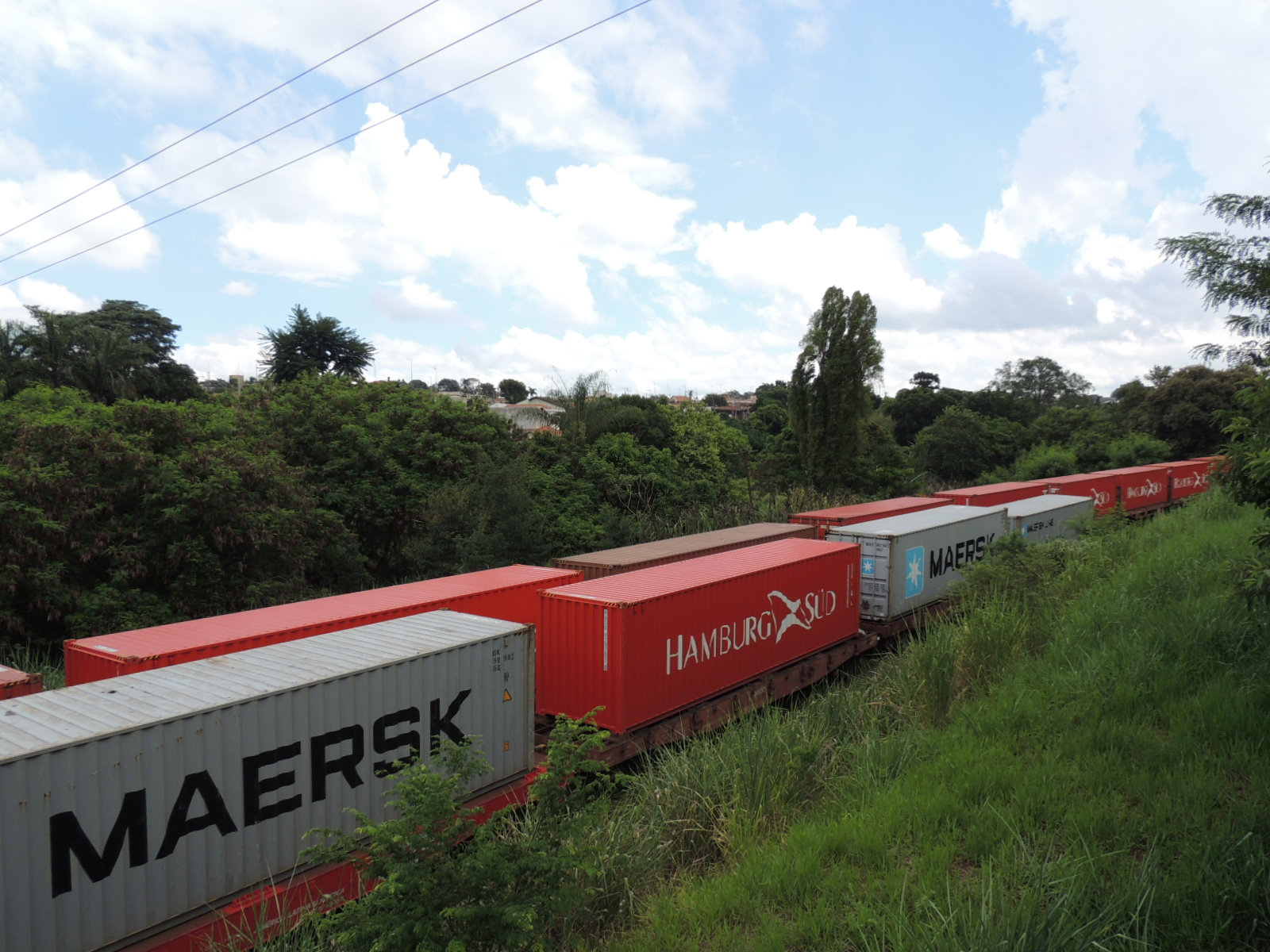
Trecho ferroviário em Cordeirópolis.

Cordeirópólis também possuía um dos mais importantes entroncamentos e pátios ferroviários do Brasil entre duas linhas da Companhia Paulista de Estradas de Ferro: a Linha Tronco (que segue para Colômbia, Campinas e Jundiaí) e o antigo Ramal de Descalvado (que seguia para as cidades de Araras e Descalvado), extinto entre os anos de 1997 e 2003.
Rodovias
- Rodovia Anhanguera (SP-330)
- Rodovia Washington Luís] (SP-310)
- Rodovia dos Bandeirantes (SP-348)
- Rodovia Constante Peruchi (SP-316)
- Rodovia Dr. Cássio de Freitas Levy (Cordeirópolis - Limeira)

O município possui um terminal rodoviário de ônibus.
Ferrovias
- Linha Tronco da antiga Companhia Paulista de Estradas de Ferro

O município possui uma grande estação ferroviária, inaugurada em 1876 e desativada desde 2001 para embarque de passageiros. Atualmente, se encontra em estado de abandono.

## Política e administração

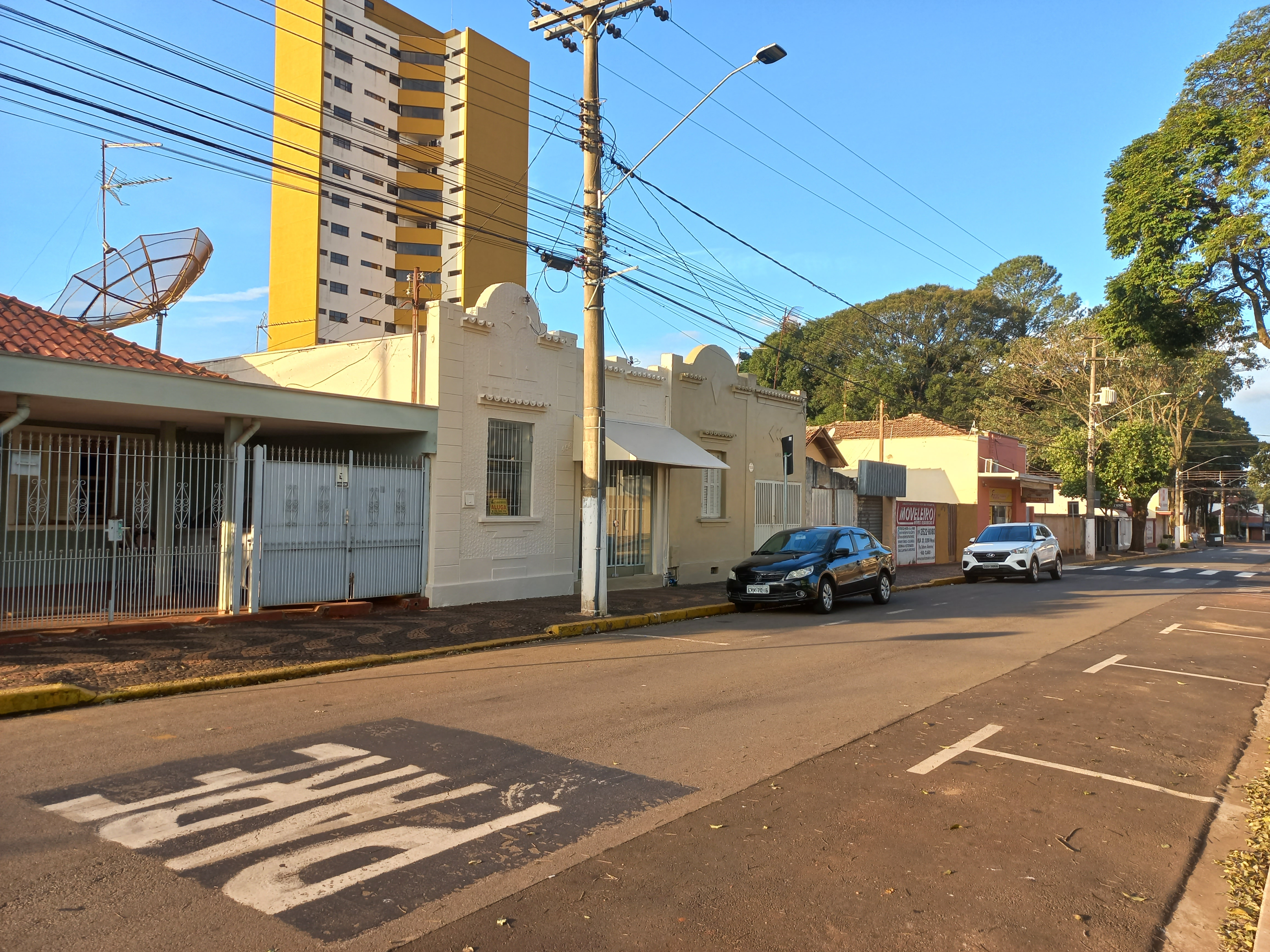
Aspecto local.

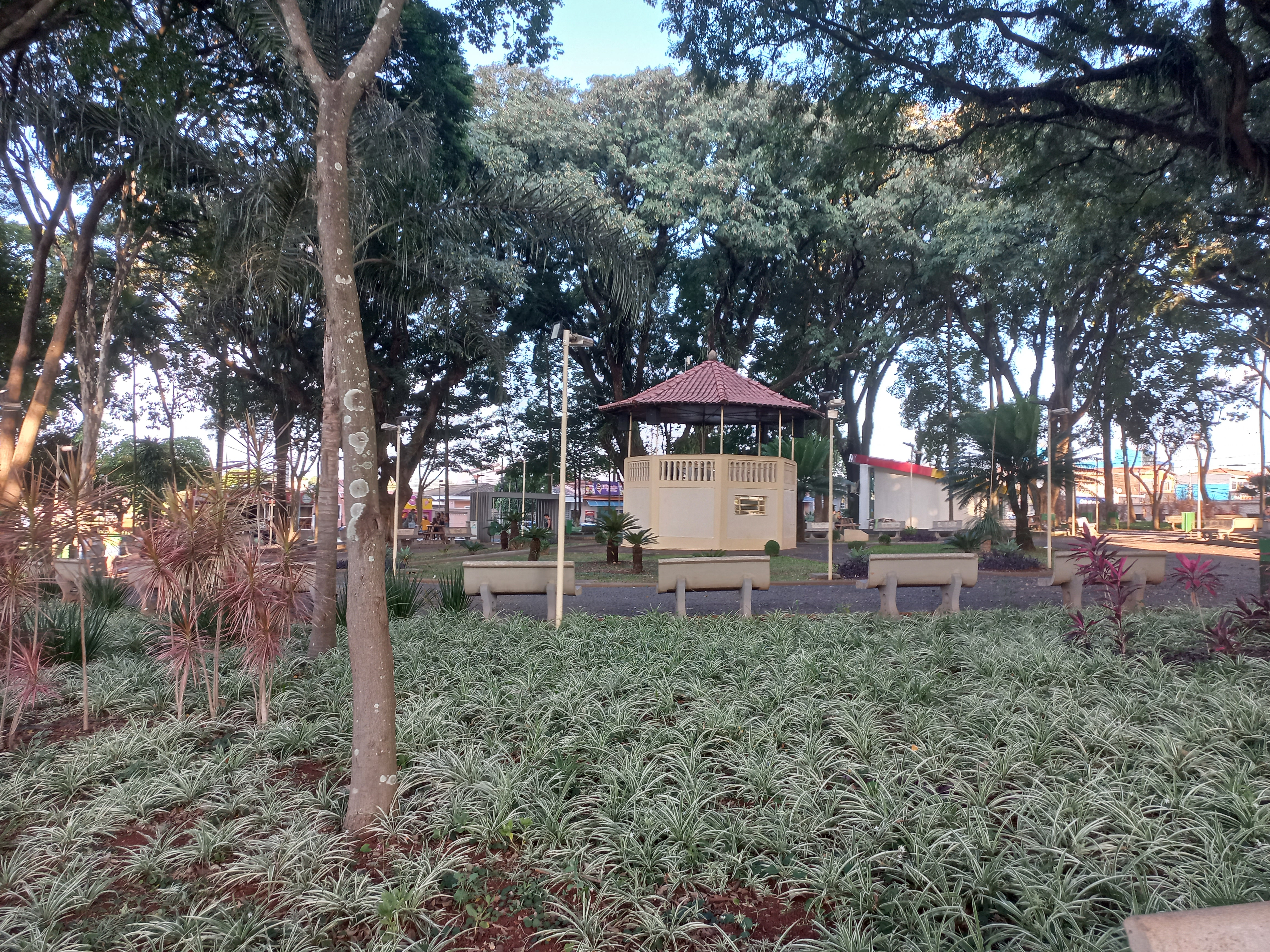
Praça.

- Prefeito: José Adinan Ortolan (MDB) (2021/2024)
- Vice-prefeito: Fátima Marina Celin (PT)
- Presidente da Câmara: José Antônio Rodrigues (2023-2024)

### Lista de ex-prefeitos
| Nome                                  | Mandato     |
| ------------------------------------- | ----------- |
| Aristeu Marcicano                     | 1949 a 1952 |
| Cássio De Freitas Levy                | 1953 a 1956 |
| Jamil Abranhão Saad                   | 1957 a 1960 |
| Cássio De Freitas Levy                | 1961 a 1964 |
| Luiz Beraldo                          | 1965 a 1968 |
| Teleforo Sanchez Felix                | 1969 a 1972 |
| José Alexandre Celotti                | 1973 a 1976 |
| Elias Abranhão Saad                   | 1977 a 1982 |
| José Geraldo Botion                   | 1983 a 1988 |
| Odair Peruchi                         | 1989 a 1992 |
| José Geraldo Botion                   | 1993 a 1996 |
| Elias Abranhão Saad                   | 1997 a 2004 |
| Carlos Cezar Tamiazo                  | 2005 a 2012 |
| Amarildo Antonio Zorzo                | 2013 a 2016 |
| José Adinan Ortolan                   | 2017 a 2024 |
| Maria Cristina Degaspari Abrahão Saad | 2025 a 2028 |

## Infraestrutura

### Educação

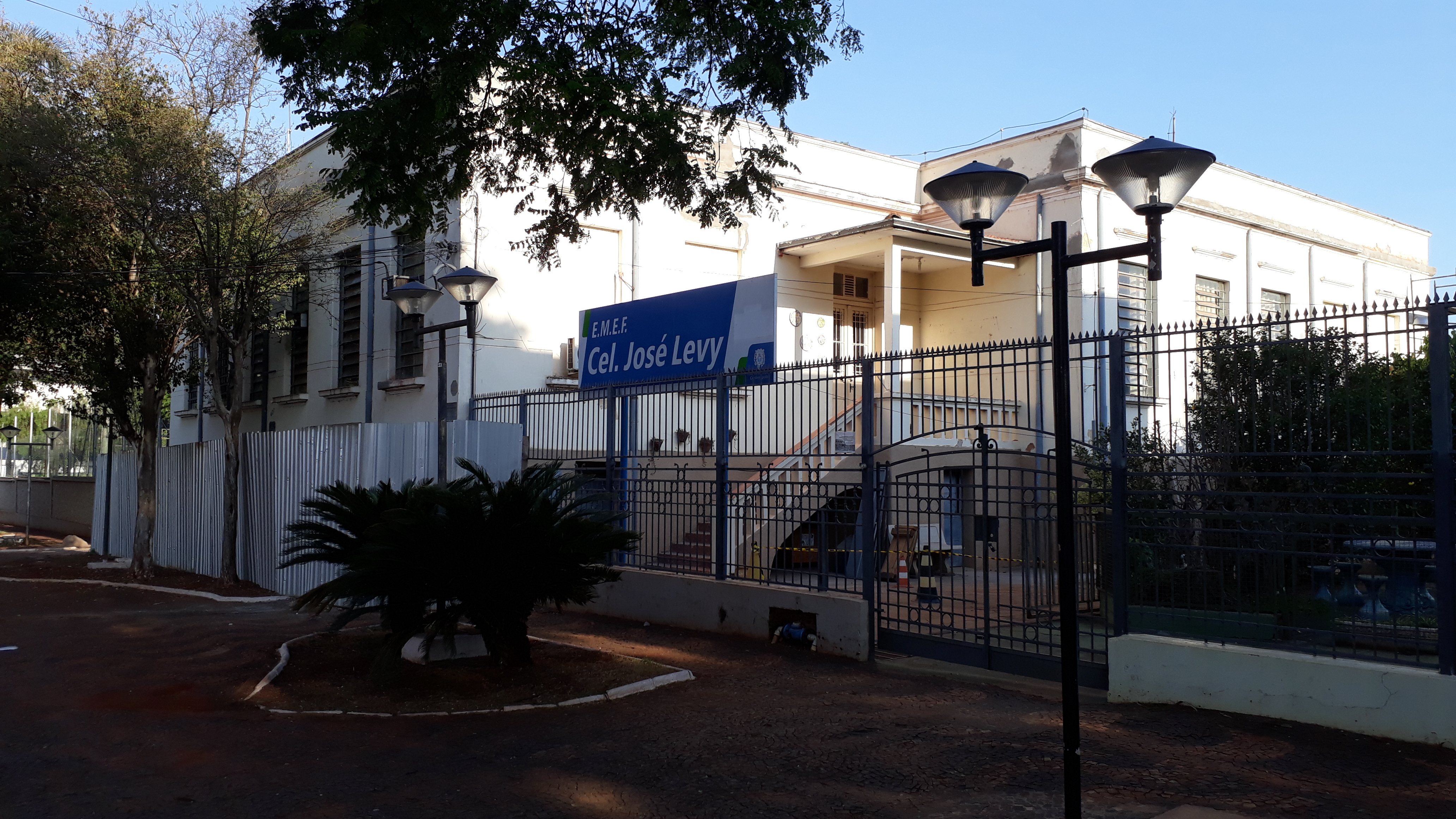
E.M.E.F. Coronel José Levy.

- E.M.E.F. Coronel José Levy, cujo prédio é um bem tombado pelo CONDEPHAAT.[12]

### Comunicações
A cidade recebe o sinal das principais emissoras de transmissão aberta da região de Campinas, a TV Thathi Campinas (RecordTV), Band Mais (Bandeirantes), EPTV Campinas (TV Globo) e da VTV (SBT), além da TV Jornal de Limeira. Cordeirópolis possui uma rádio, a Ind FM e uma rádio comunitária, a Vera Cruz FM.

#### Telefonia
O sistema de telefones automáticos foi inaugurado na cidade em 1980 pela Telecomunicações de São Paulo (TELESP), que também implantou o sistema de discagem direta à distância (DDD) em 1980 com o código de área (0195).
Na década de 90 o código DDD da cidade foi alterado para (019), para padronização do sistema telefônico com a telefonia celular que estava sendo implantada em todo o estado, sendo os prefixos dos telefones 3546 (residenciais/comerciais) e 3556 (Indústrias e poder público).

## Pessoas ilustres
- Ver Cordeiropolitanos notórios

## Religião
O Cristianismo se faz presente na cidade da seguinte forma:

### Igreja Católica
- A igreja faz parte da Diocese de Limeira.[17]

### Igrejas Evangélicas
Entre as igrejas protestantes históricas, pentecostais e neopentecostais, encontram-se na cidade:
- Assembleia de Deus Ministério do Belém.[19][20]
- Congregação Cristã no Brasil.[21]